# Jan I van Arkel (1233-1272)
Jan Herbaren I van Arkel, bijgenaamd De Sterke (ca. 1233 - Gorinchem, 15 mei 1272) was heer van Arkel vanaf 1253 tot zijn dood. Verdere bezittingen waren Noordeloos, Bergambacht, Heukelum, Hoogblokland, Slingeland, Stolwijk en Willige Langerak.

## Levensloop
Hij was een zoon van Herbaren II van der Lede, stichter van de heerlijkheid van Arkel.
Jan wordt voor het eerst genoemd in een Latijnse kroniek uit 1253, daarin staat hij vermeld als Johannes miles dominus de Arkele (Jan, ridder, Heer van Arkel). Daarna wordt hij nog meerdere malen in aktes over beleningen genoemd. In 1253 komt hij samen met zijn broer Herbaren voor in een akte als getuige voor Jan I van der Lede. Op 25 juni 1254 is Jan getuige bij een verbond van Jan van der Lede en Hugo van Arkel om Floris van Dalem het bezit van Dalem te vergeven als leenbeheer. Hij nam deel aan de oorlogen met de opstandige West-Friezen, onder leiding van zijn leenheer Willem II van Holland. Krijgt rond 1260 het leengoed van den Berghe (hedendaagse Bergambacht) toegewezen van het Graafschap Holland, die hij in lening geeft aan zijn broer Herbaren. Op 29 oktober 1263 beleent Jan ene Otto met Slingeland(t). Op 23 augustus 1264 verleent hij samen met Willem van Brederode het recht aan Hendrik van Alblas om een watergracht of kanaal te graven. Hierbij wordt Jan voor het laatst vermeld in een document.
Jan I werd bijgenaamd De Sterke. Hij zou zich eens voor de grap aan de poort van Gorinchem opgetrokken hebben met zijn paard. In 1267 begon hij met de bouw van het kasteel van Gorinchem.

## Huwelijk en kinderen
Jan kreeg vier kinderen:
- Jan II
- Arnoud, heer van Noordeloos
- Margretha (1312 †), huwde Hubrecht van Beusichem, heer van Culemborg
- IJsbrand of Isebrant, in 1303 genoemd als kanunnik in Kamerijk[3]

Jan van Arkel werd met zijn vrouw bijgezet in een graftombe in de kerk van Gorinchem. In 1604 werden de beenderen verwijderd en ergens anders begraven.